# Hojang Taret
Hojang Taret es una obra clásica en el idioma Meitei basada en la antigua tragedia griega de Eurípides, «Las Mujeres Fénix». Está dirigida por Oasis Sougaijam y producida por The Umbilical Theatre en Imphal, Kangleipak (Meitei para «Manipur»). La obra retrata las ambigüedades morales del conflicto entre hermanos que resulta en la ruina de la antigua ciudad de Tebas.

## Desarrollo
Antes de que la madre Yocasta tome su propia vida, ha intentado lograr la concordia entre sus dos hijos, Eteocles y Polinices. Los dos hermanos están en un fuerte conflicto por alcanzar el trono. Sus hijos no escuchan ninguna de sus palabras. Todos sus esfuerzos por evitar la ocurrencia de una pérdida trágica de las preciosas vidas de sus amados hijos son inútiles. Así, ambos príncipes terminan sus vidas matándose entre sí. El dolor de la reina Yocasta no tiene límites. Finalmente, ella se suicida. Inmediatamente después, la ciudad de Tebas es testigo de su destrucción.

## Panorama general
Durante la representación de la obra Hojang Taret en la 13.ª edición de los Premios Mahindra Excellence Theatre Awards (META), Oasis Sougaijam, el director de Hojang Taret, señaló:

“El enfoque es combinar el movimiento físico, la imaginería visual y la música en una narrativa visual. ... Hojang Taret es una tragedia griega clásica, escrita por Eurípides, relevante incluso hoy en día. La larga lucha por nuestra independencia y la división de nuestro país resonaron conmigo. Estas similitudes con las secuelas de la guerra, pertinentes incluso después de 2.500 años, me llevaron a elegir esta obra para un público más amplio. El enfoque de mi dirección es combinar el movimiento físico, la imaginería visual y la música en una narrativa visual con elementos multimedia.”
Oasis Sougaijam

Además de META, la obra fue presentada en el 19.º Bharat Rang Mahotsav organizado por el Ministerio de Cultura (India), tras un proceso de selección y criba para el evento.
El 8 de marzo de 2018, la obra también se representó en los 8.º Juegos Olímpicos de Teatro 2018, en Bhanja Kala Mandap, BJB Nagar, Bhubaneswar, Odisha.